# Arena Randers
Arena Randers, tidligere Skyline Arena, Elro Arena og Randershallen, er en multiarena, sports- og kultur kompleks der er beliggende i Randers.
Hallens historie går tilbage til 1952, hvor Randers Freja opførte Annekshallen. Grunden blev stillet til rådighed af Randers Kommune, der i 1962 overtog hallen. Det blev også kommunen, der bekostede opførelsen af selve Randershallen, der stod færdig i 1972 og kostede 9 mio. kr. at opføre. Hallen har gennem årene lagt gulv til alt fra boksning over håndboldkampe til forbrugermesser. Den tredje hal, slet og ret kaldet Hal 3, blev indviet i 2007. I dag drives hallen af den selvejende institution Randers Idrætshaller, der også ejer andre haller i byen.
Energiselskabet Elro købte i 2006 et navnesponsorat, og hallen hed derfor Elro Arena frem til 2011. Fra 2011 går hallerne under navnet Skyline Arena
I 2020 stod den nye multiarena klar. Arenaen er bygget i forlængelse og i sammenhæng med den eksisterende hal fra 1972. Med den nye multiarena, er det muligt at afholde større sports- og kulturbegivenheder grundet den større tilskuerkapacitet, moderne faciliteter samt fleksible tribuneopbygning.

## Arenaer
Kompleksets fire haller fordeler sig således:

### Arena 1(2020)
Kapacitet sport: 3.402
Siddepladser: 2.902 (2.878 sæder + 24 VIP lounge pladser)
Koncert: 6.000

### Arena 2(1972)
Kapacitet sport: 2.500
Siddepladser: 2.160
Koncert: 3.500

### Arena 3(2007)
Kapacitet sport: -
Siddepladser: 350

### Arena 4(1952)
Kapacitet sport: -
Siddepladser: 50